# Anna Jurčenková
Anna Jurčenková (ur. 26 lipca 1985 w Preszowie) – słowacka koszykarka, występująca na pozycji środkowej, reprezentantka kraju, obecnie zawodniczka Olympiakosu Pireus.
15 maja 2018 została zawodniczką Arki Gdynia.
10 czerwca 2019 dołączyła do greckiego Olympiakosu Pireus.

## Osiągnięcia
Stan na 13 czerwca 2019, na podstawie, o ile nie zaznaczono inaczej.
Drużynowe
- Mistrzyni:
  - Słowacji (2005–2012, 2016–2018)
  - Niemiec (2015)[6]
- Wicemistrzyni Czech (2013, 2014)
- Brąz mistrzostw Polski (2019)[7]
- Zdobywczyni pucharu:
  - Słowacji (2007, 2008, 2009/2010, 2011, 2012, 2016, 2018)
  - Czech (2013)
  - Niemiec (2015)[6]
- Finalistka pucharu:
  - Czech (2014)
  - Słowacji (2017)[8]
- Uczestniczka rozgrywek:
  - Euroligi (2006–2006, 2007–2009, 2010–2014, 2015/2016)
  - Eurocup (2006/2007, 2014–2018)

Indywidualne
(* – nagrody przyznane przez eurobasket.com)
- MVP*:
  - finałów ligi słowackiej (2018)[9]
  - sezonu ligi słowackiej (2018)[9]
- Najlepsza*:
  - zawodniczka krajowa ligi słowackiej (2018)[9]
  - środkowa ligi słowackiej (2016, 2018)[10][9]
- Zaliczona do*:
  - I składu:
    - ligi słowackiej (2016, 2018)[10][9]
    - najlepszych zawodniczek krajowych ligi słowackiej (2011, 2016–2018)[11][10][8][9]

  - II składu ligi:
    - słowackiej (2017)[8]
    - niemieckiej (2015)[6]

  - składu honorable mention ligi słowackiej (2015)[12]
- Liderka:
  - EBLK w skuteczności rzutów z gry (2019)
  - w blokach ligi czeskiej (2013)[13]

Reprezentacja
- Uczestniczka mistrzostw Europy:
  - 2009 – 8. miejsce, 2011 – 13. miejsce, 2013 – 11. miejsce, 2015 – 9. miejsce, 2017 – 8. miejsce
  - U–20 (2004 – 7. miejsce)
  - U–18 (2002 – 4. miejsce)
  - U–16 (2001 – 6. miejsce)